# Martha Mariana Castro
Martha Mariana Castro  (Cuautla, Morelos, Mexikó, 1966. november 7. –) mexikói színésznő.

## Élete és pályafutása
1966. november 7-én született Cuautlában. 
Karrierjét 1992-ben kezdte a La sonrisa del Diablóban a Televisánál. 1997-ben a TV Aztecához szerződött, ahol megkapta Daniela szerepét a Női pillantás című telenovellában. 2009-ben a Vuélveme a querer című sorozatban Irene szerepét játszotta. 2012-ben Juaca szerepét játszotta a La mujer de Judasban Anette Michel, Andrea Martí, Betty Monroe, Cecilia Piñeiro, Niurka Marcos és Claudia Marín mellett.
Férjhez ment Fernando Luján színészhez. Van egy gyermekük: Franco Paolo Ciangherotti.

## Filmográfia

### Telenovellák
- Corazón en Condominio (2013) .... Alicia
- La mujer de Judas (2012).... Joaquina 'La Juaca' Leal
- Mujer comprada (2009) .... Ofelia
- Vuélveme a querer (2009) .... Irene Robles
- Campeones de la vida (2005) .... Alma
- Los Sánchez (2004) .... Yolanda "Yoli" de Sánchez
- Női pillantás (Mirada de mujer: El regreso) (2003) .... Daniela López
- Tres veces Sofía (1998) .... Laura de Márquez
- Női pillantás (Mirada de mujer) (1997) .... Daniela López
- Si Dios me quita la vida (1995)
- La paloma (1995)
- El vuelo del águila (1994) .... Rafaela Quiñones/Justa Saavedra
- Valentina (1993) .... Mariela
- La sonrisa del Diablo (1992)